# Đội tuyển Fed Cup Đan Mạch
Đội tuyển Fed Cup Đan Mạch đại diện Đan Mạch ở giải đấu quần vợt Fed Cup và được quản lý bởi Hiệp hội Quần vợt Đan Mạch.  Đội hiện tại thi đấu ở Nhóm II khu vực Âu/Phi, xếp hạng thứ 53 thế giới với 547,50 điểm.

## Lịch sử
Đan Mạch tham gia kì Fed Cup đầu tiên vào năm 1963.  Thành tích tốt nhất của họ là vào đến tứ kết các năm 1976 và 1988.

## Đội hình hiện tại (2017)
- Karen Barritza
- Emilie Francati
- Mai Grage
- Clara Tauson